# Valros
Valros är en kommun i departementet Hérault i regionen Occitanien i södra Frankrike. Kommunen ligger i kantonen Servian som tillhör arrondissementet Béziers. År 2022 hade Valros 1 665 invånare.

## Befolkningsutveckling
Antalet invånare i kommunen Valros
Referens:INSEE